# Nicole Wallace
Nicole Alejandra Wallace del Barrio Martín (Madrid, 22 de març de 2002) és una actriu i cantant espanyola, coneguda per interpretar a la Nora Amalia Grace en la sèrie de Movistar+ Skam España (2018-2020) i per protagonitzar el film Culpa meva (2023) de Prime Video.

## Biografia
Nicole Alejandra Wallace Del Barrio, més coneguda com Nicole Wallace, és una actriu madrilenya de pare nord-americà. Ha estudiat viola, piano i cant i ha practicat durant més de vuit anys ball modern.
El 2018 fou triada per al personatge de Nora Amalia Grace a la sèrie Skam España, la qual l'ha portat a la fama. De llavors ençà, ha aparegut en publicacions com ara SModa, Glamur i Vogue. Ha interpretat a Nora Grace durant quatre temporades com a protagonista en totes les quatre i el personatge central de la tercera temporada.
El 2021 s'incorporà a la sèrie de Televisió Espanyola Parot, on compartí rodatge amb Adriana Ugarte, Michel Brown o Blanca Portillo, entre altres actors.
El 2023 debutà com a protagonista conjuntament amb l'actor Gabriel Guevara al film Culpa meva (originalment Culpa mía), el qual està basat en el llibre Culpa meva de Mercedes Ron. S'estrenà a Amazon Prime Vídeo i reeixí internacionalment. A més, participà en el film Vera de Steffy Argelich.
Pròximament, protagonitzarà la nova sèrie produïda per Netflix España i basada en la novel·la de l'escriptor Miguel Sáez Carral, Ni una más, on interpretarà a Alma i compartirà protagonisme amb Clara Galle. La ficció començà a rodar-se a l'octubre a Madrid.

## Filmografia

### Cinema
| Any  | Títol           | Rol    | Director         | Notes                             |
| ---- | --------------- | ------ | ---------------- | --------------------------------- |
| 2018 | Post millennial | Nicole | Inés de Lleó     | Curtmetratge                      |
| 2023 | Culpa meva      | Noah   | Domingo González | Protagonista; film de Prime Vídeo |
| 2023 | Vera            | Vera   | Steffy Argelich  | Protagonista                      |
| 2024 | Culpa teva      | Noah   |                  |                                   |

### Televisió
| Any       | Sèrie       | Personatge | Canal     | Notes                        |
| --------- | ----------- | ---------- | --------- | ---------------------------- |
| 2018-2020 | Skam España | Nora Grace | Movistar+ | Elenc principal; 38 episodis |
| 2021      | Parot       | Sol        | TVE       | Elenc principal; 10 episodis |
| 2023      | Ni una més  | Ànima      | Netflix   | Elenc principal; sèrie       |